# Large Stein
Le Large Stein est un menhir situé à Dorlisheim, dans le département français du Bas-Rhin.

## Historique
L'édifice fait l'objet d'un classement au titre des monuments historiques depuis 1930.